# Isabel de Mallorca (m. 1301)
Isabel de Mallorca (c. 1280 - 1301). Infanta de Mallorca. Fue hija del rey Jaime II de Mallorca y de su esposa, Esclaramunda de Foix.

## Orígenes familiares
Fue hija del rey Jaime II de Mallorca y de su esposa, Esclaramunda de Foix. Era nieta por parte paterna del rey Jaime I de Aragón y de la reina Violante de Hungría, y por parte materna de Roger IV de Foix, conde de Foix, y de Brunisenda de Cardona.
Fue hermana, entre otros, del rey Sancho I de Mallorca y de los infantes Jaime de Mallorca y Fernando y Sancha de Mallorca.

## Biografía
Nació en 1280 y el 29 de noviembre de 1299 contrajo matrimonio en la ciudad de Perpiñán con el magnate Don Juan Manuel, que era hijo del infante Manuel de Castilla y de Beatriz de Saboya y nieto del rey Fernando III de Castilla. Sin embargo, el matrimonio se celebró y consumó en el municipio de Requena en enero de 1300.
Isabel de Mallorca falleció en 1301, y según algunos autores cuando apenas contaba con catorce años de edad. Sin embargo, algunos afirman que murió en la ciudad de Alicante después del 10 de octubre de 1301, aunque en el Chronicon Domini Joannis Emmanuelis, compuesto por Don Juan Manuel, consta que su esposa Isabel falleció en Escalona en diciembre de 1301.

## Sepultura
Fue sepultada, según lo había dispuesto en su testamento, en la capilla mayor del convento de Santo Domingo de Perpiñán, al igual que su hermano, el infante Fernando de Mallorca, que falleció en 1316 en la batalla de Manolada y cuyo cadáver fue trasladado desde el Peloponeso a Perpiñán, como señaló el padre Juan de Mariana.

## Matrimonio
De su matrimonio con el magnate Don Juan Manuel, celebrado en 1299, no hubo descendencia.